# Friedrich Ernst von Sachsen-Altenburg

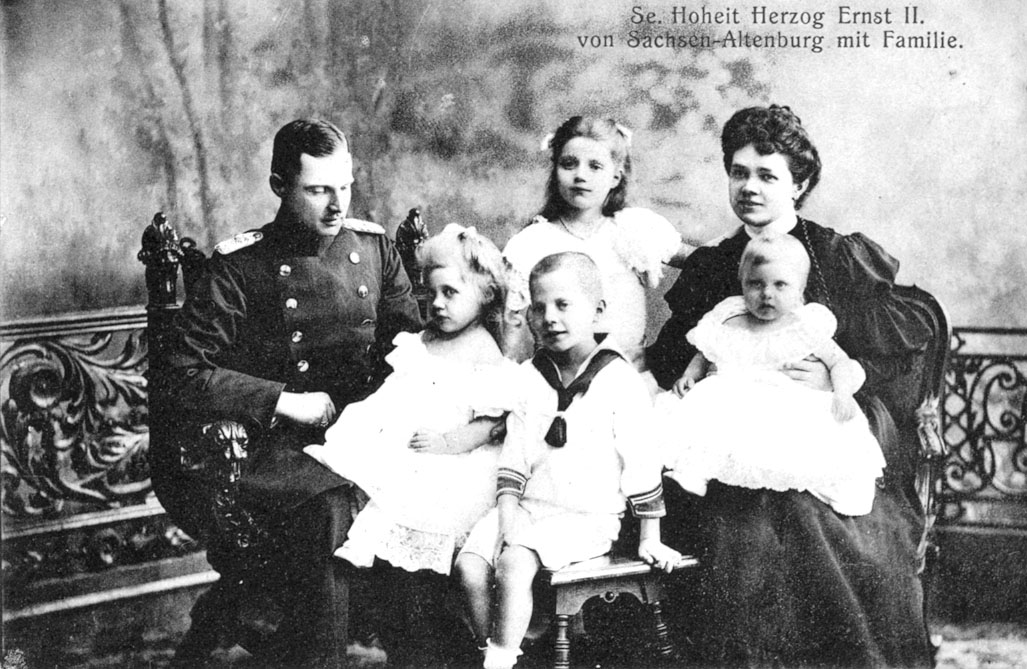
Die herzogliche Familie ca. 1906. Prinz Friedrich auf der rechten Seite.

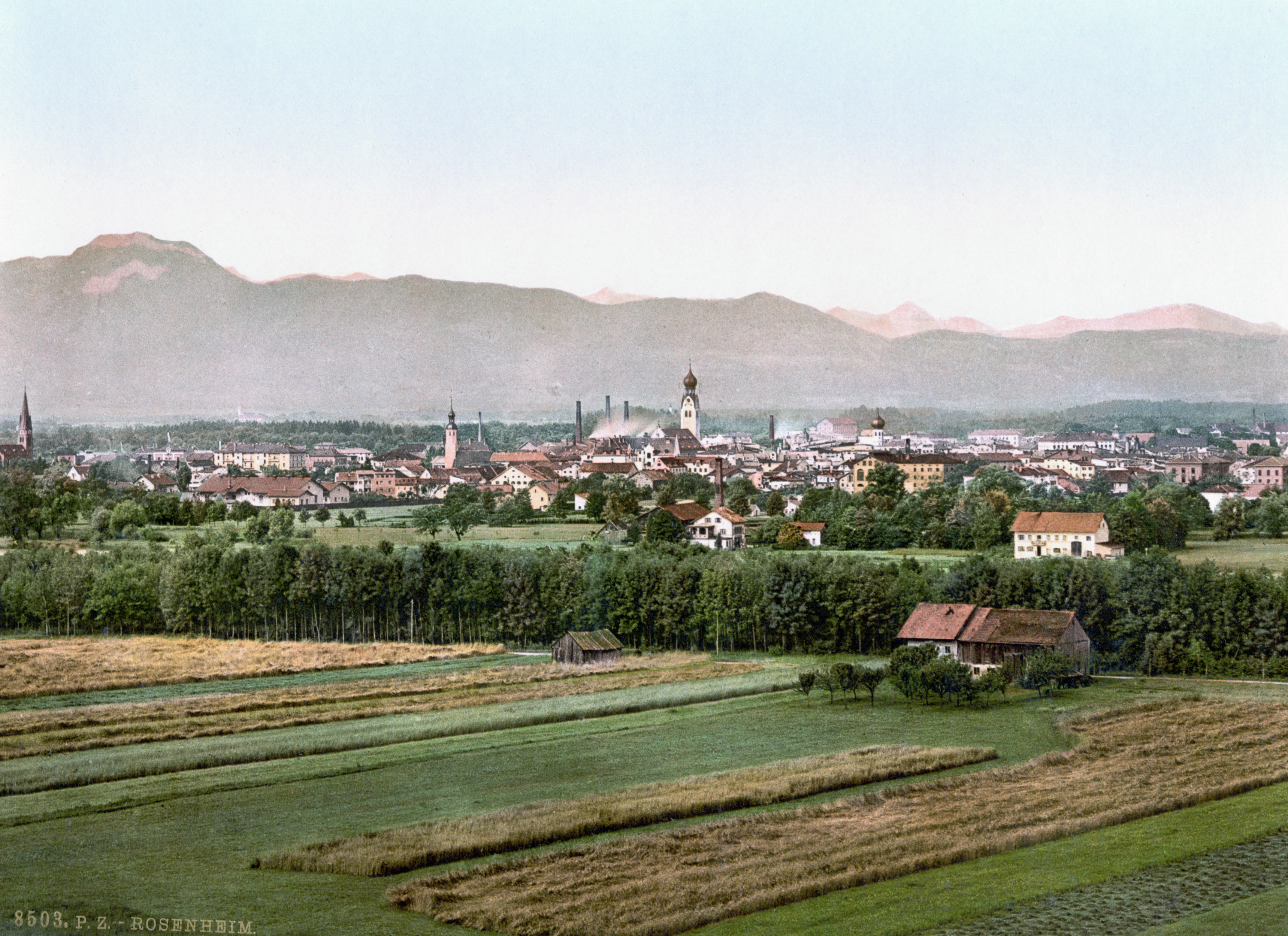
Rosenheim um 1900

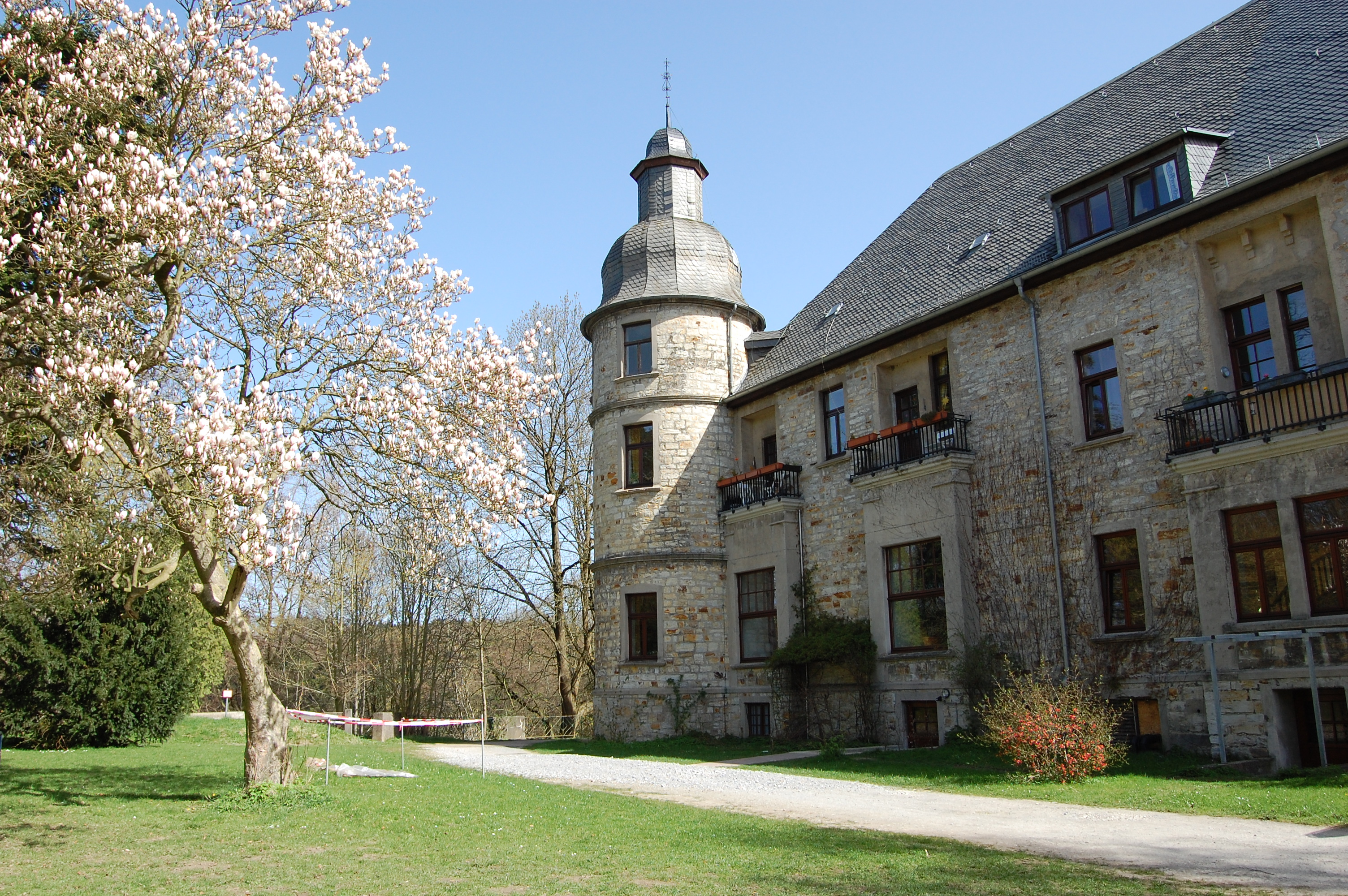
Hauptgebäude des Schlosses Hamborn

Friedrich Ernst Karl August Adalbert Prinz von Sachsen-Altenburg (* 15. Mai 1905 in Potsdam; † 23. Februar 1985 in Rosenheim) war Prinz des Hauses Sachsen-Altenburg. Er war Historiker und Archäologe.

## Familie und Leben
Prinz Friedrich Ernst, genannt Prinz Plötzlich, wurde als viertes und jüngstes Kind des damaligen Prinzen und späteren Herzogs Ernst II. von Sachsen-Altenburg und dessen Gattin, der Herzogin Adelheid (geborene Prinzessin zu Schaumburg-Lippe) geboren. Damit gehörte er dem Haus Sachsen-Altenburg an. Sein Vater war der letzte regierende Herzog des Herzogtums Sachsen-Altenburg. Der ältere Bruder Georg Moritz (1900–1991) war Anhänger und Förderer der Anthroposophie und letzter Erbprinz des Hauses Sachsen-Altenburg.
Nach Schulzeit und Abitur in Dresden studierte Friedrich Ernst Geschichte und Archäologie, vorwiegend in Jena und Marburg. Studien in Englisch, Griechisch, Kunstgeschichte und Psychologie an verschiedenen Orten des In- und Auslandes schlossen sich an. Bemerkenswert waren seine späteren Ausgrabungsarbeiten: an den byzantinischen Kaiserpalästen in Konstantinopel, besonders aber die Forschungen in Mexiko und Venezuela über die Zapoteken, Azteken und Tolteken.
1926 wurde er Mitglied der Anthroposophischen Gesellschaft. Im Juli 1926 reiste Friedrich Ernst nach Flandern und Brabant und besuchte Stätten der Kunst und Kultur sowie die Schlachtfelder in Flandern. In den folgenden zwei Monaten reiste Friedrich Ernst durch die Schweiz.
In den Jahren 1935 und 1936 erhielt Friedrich Ernst seine militärische Ausbildung. Er wurde Ende 1935 zur Wehrmacht eingezogen und nahm an zwei Reserve-Offizier-Anwärter-Kursen teil. In den Jahren 1939 bis 1945 – Friedrich Ernst wurde wegen einer Malaria-Erkrankung, die er sich in Costa Rica zugezogen hatte, nicht zum Heeresdienst eingezogen – setzte er seine Erkenntnisse, die er bei seinen Grabungen erwarb, um und hielt Kultur-Geschichtsvorträge in Einheiten der Luftwaffe und in Luftwaffen-Lazaretten. Diese Vorträge standen vorrangig unter den Titeln: Die Mexikanischen Kulturen, Arabische Kulturen, Die mittelalterlichen Ritterorden, Britannien im abendländischen Raum, Die deutsch-englischen kulturellen Beziehungen im Wandel der Zeiten.
Im Bestreben nach einem dauerhaften Wirkungskreis half Friedrich Ernst ab Oktober 1949 in der Stuttgarter Waldorfschule als Geschichts- und Englischlehrer aus und machte auf die Schüler durch seinen Enthusiasmus und seine lebendigen Darstellungen einen nachhaltigen Eindruck. Im Altenwerk in Schloss Hamborn, wo sein Bruder Georg Moritz lebte, hielt er unter anderem Vorträge über das Leben der Heiligen Elisabeth und half auch dort beim Unterricht in der Rudolf-Steiner-Schule aus.
Von 1932 bis zu seinem Tod war Friedrich Ernst überzeugter Unterstützer (und ab 1949 auch gesetzlicher Bevollmächtigter) von Anna Anderson, die behauptete, die jüngste Zarentochter Anastasia zu sein. Nach dem Zweiten Weltkrieg kaufte er für sie eine Militärbaracke im Dorf Unterlengenhardt am Rand des Schwarzwalds, wo sie lebte, bis sie 1968 in die USA auswanderte. Am 17. Februar 1970 entschied der Bundesgerichtshof in der sogenannten Anastasia-Entscheidung letztinstanzlich, dass sie nicht beweisen konnte, mit der Großfürstin Anastasia Nikolajewna von Russland identisch zu sein. Einige Jahre nach Andersons Tod wurde per DNA-Analyse eindeutig bewiesen, dass sie nicht mit der Zarenfamilie verwandt gewesen sein konnte.

## Tod
Friedrich Ernst von Sachsen-Altenburg starb am 23. Februar 1985 in Rosenheim. Er war 79 Jahre alt. Seine Energien und Interessen kannten keine Grenzen. Er war ein charmanter, wacher Weltmann und ein liebenswerter „Wirbelwind“, den seine engeren Freunde und Verwandten „Fritz, den Plötzlichen“ nannten, denn er konnte oft unvermittelt erscheinen oder verschwinden. Jedes Gespräch mit ihm war ein Gewinn und zeigte auch seine weitgespannte Bildung und Menschlichkeit. Die Nachricht über den Tod des Forschers Prinz Friedrich Ernst von Sachsen-Altenburg fand nicht nur in Deutschland entsprechende Beachtung, auch die englische und französische Presse wusste davon zu berichten.